# 佐々木あき
佐々木 あき（ささき あき、1979年12月24日 - ）は、日本の元AV女優。オールプロモーション所属。

## 略歴・人物
埼玉県出身。
2015年10月に“SOD人妻レーベル史上最高の30代”の触れ込みでAVデビューした熟女系AV女優。本芸名でのデビュー作においては「既婚者で2人の子供がいる」とされた。
2016年は6月までに30作品以上に出演する等、綺麗すぎる人妻女優として活動。
スカパー！アダルト「グラビアインタビュー」（2018年10月号）にて、旦那にAV女優をしている事がバレてしまい離婚した事、シングルマザーとして子育てしている事を明かした。
2018年12月、年内いっぱいでAVの撮影を終了し、2019年4月を以って引退すると発表。
2018年12月23日、「「佐々木あき」引退記念！完全限定！ラスト写真集 制作プロジェクト」と題し、CAMPFIREにて出資者を募り、ラスト写真集を制作すると発表。目標額は250万円だったが、最終的には7,608,000円が集まった。
引退決意の理由は「子供が大きくなったから」。また、デビュー時に宣言していた「子供の為の蓄えが出来たら引退」の蓄えが、ある程度目途がついた為。引退作はデビュー作から3本を監督した家太郎が監督業に復帰し撮影。互いに人見知りの為、初対面時の印象は悪かったが、特別な存在と対談で話している。

## 映像作品

### アダルトDVD

#### 2015年
| 発売日   | タイトル | 規格 | 品番     | メーカー      | 備考 |
| -------- | --- | ---- | -------- | ------------- | ---- |
| 10月8日  | SOD人妻レーベル史上最高の30代 こんなにも清楚で美しい人妻がAVに出演するという奇跡 佐々木あき 35歳 AVDebut                                                                                                   | DVD  | SDNM-061 | SODクリエイト |      |
| 11月12日 | SOD人妻レーベル史上最高の30代 こんなにも清楚で美しい人妻がAVに出演するという奇跡 佐々木あき 35歳 第2章 「家事をしててもずっと撮影の事が頭から離れなくて… パンツ濡らしてました…」                           | DVD  | SDNM-064 | SODクリエイト |      |
| 12月10日 | SOD人妻レーベル史上最高の30代 こんなにも清楚で美しい人妻がAVに出演するという奇跡 佐々木あき 35歳 第3章 「想像だけでパンツ濡れちゃいました…」 旦那ともした事が無い人生初体験のプレイでお漏らしがとまらない… | DVD  | SDNM-067 | SODクリエイト |      |

#### 2016年
| 発売日   | タイトル | 規格 | 品番       | メーカー                             | 備考 |
| -------- | --- | ---- | ---------- | ------------------------------------ | --- |
| 1月8日   | SOD人妻レーベル史上最高の30代 こんなにも清楚で美しい人妻がAVに出演するという奇跡 佐々木あき 35歳 最終章 旦那と子供を忘れ、1泊2日の羞恥温泉不倫旅行 焦らしに焦らされ火照った身体は、男性器を求めて濡れ滴る…。                                                                                | DVD  | SDNM-069   | SODクリエイト                        | |
| 2月1日   | デカ尻マニアックス | DVD  | WANZ-453   | WANZ FACTORY                         | |
| 2月6日   | 夫をママ友に寝取られた腹いせに、ママ友の旦那を寝取った妻! 初めは復讐のつもりが他人棒の虜に… | DVD  | NTR-031    | ヒビノ                               | |
| 2月7日   | 夫の上司に犯され続けて7日目、私は理性を失った…。 | DVD  | JUX-790    | マドンナ                             | |
| 2月7日   | 誘惑女教師 〜美脚＆うるんだ瞳編〜 | DVD  | PGD-844    | PREMIUM                              | |
| 2月7日   | 寝取られた人妻のたった一度だけの不倫告白 あなた許してください | DVD  | GTAL-029   | ゴールデンタイム                     | |
| 2月13日  | お義姉さんが嫁の実家で僕を誘惑寝取り | DVD  | MEYD-117   | 溜池ゴロー                           | |
| 2月19日  | 「2児の母親にして老舗お茶屋の若女将」 佐々木あき 35歳 中出し不倫温泉 | DVD  | SGA-044    | PRESTIGE/雪月花                      | |
| 3月4日   | 人妻中出しランジェリー | DVD  | WPE-37     | 光夜蝶                               | |
| 3月5日   | 僕を誘惑してくる妻の妹… | DVD  | HBAD-306   | ヒビノ                               | |
| 3月5日   | 本物人妻10名のAV体験 監督推薦SEX＋蔵出し未公開SEX 2枚組8時間 | DVD  | SDNM-074   | SODクリエイト                        | ※メーカー総集編＋未公開映像集 他出演: 丘野さくら 松井優子 谷原希美 武藤あやか 西岡奈央 小崎里美 柏木あおい 朝倉・アヴィゲイル・日菜子 井上綾子 |
| 3月7日   | 毎朝ゴミ出し場ですれ違う浮きブラ奥さん | DVD  | JUX-817    | マドンナ                             | |
| 3月7日   | 社宅妻の昼顔レズビアン | DVD  | BBAN-080   | ビビアン                             | 共演: 篠田あゆみ |
| 3月25日  | 綺麗で濃密な唾液と接吻 | DVD  | CJOD-018   | 痴女ヘブン                           | |
| 3月25日  | 3才と5才の男の子を持つ2児のママが、3人目は女の子が欲しいと懇願! 旦那に内緒で、排卵日に合わせて… 真正中出し解禁 | DVD  | HND-275    | 本中                                 | |
| 4月1日   | 汚辱の女 調教を懇願する白衣のメス犬 | DVD  | EKAI-003   | ワープエンタテインメント             | |
| 4月1日   | 童貞クンと中出し不倫♥ | DVD  | MUNJ-009   | ANNEX (無言)/HERO                    | |
| 4月7日   | 母子姦 一人息子の彼女に嫉妬する母 | DVD  | GVG-286    | グローリークエスト                   | |
| 4月7日   | ルームシェア先の美人姉妹に寝取られ逆3P | DVD  | NTR-035    | ヒビノ                               | 共演: 大槻ひびき |
| 4月7日   | 同窓会で久々に再会した人妻を自宅に連れ込んで(´э｀) 勝手にAV業界に横流し | DVD  | FAA-091    | F&A                                  | ※ノンクレジット作品 |
| 4月7日   | 痴漢魔の獲物 | DVD  | JUX-837    | マドンナ                             | |
| 4月7日   | 中出しお義姉さんの誘惑 | DVD  | PGD-857    | PREMIUM                              | |
| 4月8日   | 配達員から中出しチ●ポを求める欲求不満妻な奥さんとハーレム中出し乱交 | DVD  | T28-451    | TMA                                  | 共演: 篠田あゆみ 三喜本のぞみ |
| 4月13日  | 私、実は夫の上司に犯され続けてます… | DVD  | MEYD-136   | 溜池ゴロー                           | |
| 4月19日  | 住む世界が違い過ぎる、清楚な人妻とド派手な黒ギャルが初めて交わった、赤裸々レズSEX | DVD  | LZPL-011   | レズれ!                              | 共演: 藤本紫媛 |
| 4月25日  | 本物美人妻が主人以外の男性に気持ち良くなって欲しくてオナニーサポート | DVD  | DASD-333   | ダスッ!                              | |
| 4月25日  | 配偶者には絶対に見せない コスプレ中出しW不倫 | DVD  | HND-292    | 本中                                 | |
| 5月1日   | 人妻の浮気心 | DVD  | SOAV-016   | 人妻援護会/エマニエル                | |
| 5月7日   | まさか私が、レズビアンたちに狙われるなんて…。 〜仕組まれた婦人会温泉旅行編〜 | DVD  | JUX-861    | マドンナ                             | 共演: 北条麻妃 澤村レイコ |
| 5月7日   | 佐々木あきと旦那の帰宅まで不倫中出し同棲生活。 | DVD  | PGD-865    | PREMIUM                              | |
| 5月12日  | 池袋で超有名になったウワサのメンズエステに行ってみたら噂以上のおもてなしで思わず(´・ω・｀)ぴゃ〜〜〜!!! | DVD  | FAA-096    | F&A                                  | ※ノンクレジット作品 他出演: 葉山美空 |
| 5月13日  | 完全ノーカット真性中出し | DVD  | MIGD-719   | MOODYZ                               | |
| 5月13日  | まんチラ誘惑 同級生のママ | DVD  | MEYD-147   | 溜池ゴロー                           | |
| 5月25日  | 誘惑中出し回春エステサロン | DVD  | CJOD-027   | 痴女ヘブン                           | |
| 6月1日   | 結婚前の花嫁にウェディング写真を撮るからとカメラマンと二人きりにさせ中出しまでさせる寝取らせ願望夫 | DVD  | CLUB-287   | 変態紳士倶楽部                       | ※ノンクレジット作品 |
| 6月3日   | 部下に寝取られた上司の妻 6 | DVD  | UMD-544    | LEO                                  | 共演: 波多野結衣 ※レンタル版は5月31日リリース。 |
| 6月7日   | 狂った熟肉 〜せつなき痙攣の残酷〜 | DVD  | ATID-273   | ATTACKERS                            | |
| 6月7日   | 夫は知らない 〜私の淫らな欲望と秘密〜 | DVD  | JUX-883    | マドンナ                             | |
| 6月7日   | 溶けあって離れない人妻のイヤらしい接吻 | DVD  | PGD-873    | PREMIUM                              | |
| 6月9日   | 欲求不満な人妻がハマる。 池袋激イキオイルマッサージ Vol.1 | DVD  | FAA-102    | F&A                                  | 他出演: 篠田ゆう ※ノンクレジット作品 |
| 6月10日  | 毎日毎日、色んな男の人となかよしするのがママのお仕事だよ? | DVD  | TMHP-049   | バルタン                             | |
| 6月10日  | 突然のゲリラ豪雨でノーブラ女子社員は乳首まで露に…。SEXOKサインと勘違いした男社員たちが強制的に孕ませ連続膣内射精! | DVD  | VRTM-165   | V&R PRODUCE                          | 他出演: 北川エリカ 紗藤まゆ 青木かなみ |
| 6月13日  | 超高級中出し専門ソープ | DVD  | MIGD-725   | MOODYZ                               | |
| 6月13日  | 本番なしのマットヘルスに行って出てきたのは隣家の高慢な美人妻。弱みを握った僕は本番も中出しも強要! 店外でも言いなりの性奴隷にした | DVD  | MEYD-156   | 溜池ゴロー                           | |
| 6月19日  | ノーモザイク・レズれ! 限界突破ver. | DVD  | LZWM-015   | レズれ!                              | 他出演： 篠田あゆみ 藤本紫媛 埴生みこ 松本メイ 夏目優希 牧村ひな 優姫ひかり 篠田ゆう 吹石れな ※全編撮り下ろし作品。 |
| 6月23日  | たまり場になっている僕の家…。 近所の人妻がうるさいと怒鳴り込んで来たので無理やり大人のおもちゃでイカせ続けたら自分から肉棒を求める変態女になっちゃってウケる (´▽｀*)アハハ Vol.1 | DVD  | FAA-106    | F&A                                  | 他出演: 篠田あゆみ ※ノンクレジット作品 |
| 6月24日  | 媚薬昏睡ファック | DVD  | BKKG-019   | BECKAKU                              | |
| 6月25日  | 時間無制限! 発射無制限! M男専用 超高級中出し淫語ソープ | DVD  | CJOD-029   | 痴女ヘブン                           | |
| 6月25日  | ザーメンターミネーター | DVD  | DASD-337   | ダスッ!                              | |
| 6月25日  | 絶対妊娠! ガン反り生チ○ポで孕ませ中出しSEX! | DVD  | HND-312    | 本中                                 | |
| 7月1日   | 理性の吹き飛んだお姉さんと中出し性交 | DVD  | MIAD-923   | MOODYZ                               | |
| 7月1日   | 唾液がねっとり絡みつく濃密吸引フェラチオサロン | DVD  | JUFD-615   | Fitch                                | |
| 7月1日   | 大失禁。 〜上品ぶってる淫乱奥様のみっともないビショ濡れ交尾〜 | DVD  | VEC-205    | VENUS                                | |
| 7月1日   | 発情レズ捜査官 女囚アナル調教 | DVD  | VICD-329   | V(ヴィ)                              | 共演: 高瀬杏 |
| 7月7日   | ヤラしい義父の嫁いぢり お義父さん、もう許して下さい… | DVD  | JUX-909    | マドンナ                             | |
| 7月7日   | 放尿、潮吹き、人妻さん | DVD  | PGD-880    | PREMIUM                              | |
| 7月7日   | 女湯で人妻が出会ってしまったレズビアン | DVD  | BBAN-096   | ビビアン                             | 共演: たかせ由奈 八ッ橋さい子 |
| 7月7日   | 日本ねとられ大賞受賞作品 ねとられた婚約者 | DVD  | NGOD-018   | JET映像                              | |
| 7月7日   | 女体拷問研究所 DEVIL PRODUCTION 人妻解剖実験の残酷 | DVD  | ATHH-001   | ATLANTIS-H/HHHグループ               | |
| 7月21日  | 夜這いされ喘ぎ声を我慢しながら旦那の横で中出しまでされる人妻 4 | DVD  | OVG-044    | グローリークエスト                   | 他出演: 華月さくら 卯水咲流 浅井舞香 原ちとせ |
| 7月21日  | 美人妻の濃厚接吻不倫 こんなキレイな奥さんに見つめられたら我慢できない | DVD  | HBAD-323   | ヒビノ                               | |
| 7月22日  | 僕の知らない妻を見たくて… 24 | DVD  | FTN-038    | PRESTIGE                             | |
| 7月25日  | 夫公認! 私の妻を満足させてください。 | DVD  | NSPS-485   | ながえスタイル                       | |
| 7月29日  | 国家に寝取られた人妻 少子化のため子宮徴用制が施行された世界 | DVD  | EDRG-016   | Eドラ                                | |
| 8月1日   | 30発のザーメンをカラダに浴びまくる男漁り大乱交 | DVD  | MIAD-937   | MOODYZ                               | |
| 8月1日   | 超極上のチ●ポ嬲り | DVD  | VICD-331   | V(ヴィ)                              | |
| 8月1日   | 友人の母親 | DVD  | VEC-210    | VENUS                                | |
| 8月1日   | じっくり高める手コキでもてなす完全勃起ともの凄い射精の回春旅館 | DVD  | JUFD-629   | Fitch                                | |
| 8月5日   | 中出し懇願 妻の友人 | DVD  | UMD-552    | LEO                                  | 他出演: 風間ゆみ 谷原希美 ※レンタル版は7月29日リリース。 |
| 8月5日   | 中出し愛人契約 痴女でもドMでもイケる美人で下品なお姉さん | DVD  | HODV-21203 | h.m.p                                | |
| 8月7日   | 生本番中!! 中出し美人アナウンサーCMの後は本物ザーメンをたっぷり膣内射精!! | DVD  | JUX-933    | マドンナ                             | |
| 8月7日   | 甘い魅惑の中出しキャリアウーマン | DVD  | ATHH-003   | ATLANTIS-H/HHHグループ               | 共演: 篠田あゆみ |
| 8月12日  | 就職活動女性のタイトスカート越しのデカ尻に釘漬け! 面接官が内定を条件にセクハラしたら敏感に反応! 疲れを吹っ飛ばすほどのドカ突きバックで何度も絶頂! | DVD  | VRTM-184   | V&R PRODUCE                          | 他出演: 若槻みづな 羽月希 青木かなみ |
| 8月18日  | お色気P●A会長と悪ガキ生徒会 | DVD  | GVG-345    | グローリークエスト                   | |
| 8月18日  | 遺影の前で犯されて… 他人棒で何度も絶頂する喪服未亡人 | DVD  | HBAD-328   | ヒビノ                               | |
| 8月19日  | 突撃! おはレズ乱交 in 控え室であさイチインタビュー | DVD  | LZWM-016   | レズれ!                              | 共演: 橋本さやか 篠田あゆみ 南星愛 他出演: 加藤ツバキ 真咲南朋 涼川絢音 神納花 川上ゆう 初美沙希 椎名そら |
| 8月19日  | Steel Hold vol.5 | DVD  | TPPN-125   | TEPPAN                               | 他出演: 吹石れな 北川エリカ |
| 9月1日   | 旦那一族の性奴隷にされた美人妻、服従の記録 | DVD  | AVOP-270   | ケイ・エム・プロデュース/Million     | ※「AV OPEN 2016」 人妻熟女部門2位 |
| 9月1日   | ド痴女だらけ強制24射精 痴女ハーレム楽園 〜男潮吹き・中出し・6回戦サービス有り贅沢240分〜 | DVD  | AVOP-205   | 痴女ヘブン                           | 共演: 里美ゆりあ 桜井彩 南まゆ ※「AV OPEN 2016」 女優部門エントリー作品 |
| 9月1日   | 上品VSやんちゃ ふたつの家族がエロすぎたからおもくそ子作り | DVD  | AVOP-217   | ZUKKON/BAKKON                        | 共演: 篠田あゆみ 波多野結衣 澁谷果歩 土屋あさみ AIKA 吹石れな 北川エリカ 夏目優希 あべみかこ ※「AV OPEN 2016」 企画部門エントリー作品 |
| 9月1日   | 本番禁止の都内デリヘルでただ口説いてヤルだけじゃ収まらない! ぎらついた男がデリヘル嬢・佐々木あきに生中出しするまで コスデリ・痴漢デリヘル編 | DVD  | AVOP-221   | Mr.michiru                           | ※「AV OPEN 2016」 企画部門エントリー作品 |
| 9月7日   | 暴風雨 友達の奥さんと二人だけの夜 | DVD  | JUX-961    | マドンナ                             | |
| 9月7日   | パンパンチ○ポを気持ち良?くイカせる 黒パンストM性感 | DVD  | PGD-896    | PREMIUM                              | |
| 9月7日   | 全編主観 中出し家庭教師 | DVD  | BF-478     | BeFree                               | |
| 9月7日   | 女の子がオナニーするのは都市伝説かと思っていたら、目の前で僕よりも太くて大きいバイブを入れてヨガっている女子がいた! 僕はショックを受けながらも大興奮! チ○ポはガン勃ちでもう爆発寸前! | DVD  | ATHH-006   | ATLANTIS-H/HHHグループ               | 他出演: 湊莉久 大槻ひびき 北川エリカ 内村りな 碧しの 埴生みこ 柳あきら 涼川絢音 奏瀬なつる |
| 9月8日   | 超豪華ハーレム大乱交 本物人妻同窓会 2 夢の饗宴200分SP | DVD  | SDNM-088   | SODクリエイト                        | 共演: 安野由美 水原さな 宮本紗央里 武藤あやか |
| 9月8日   | マジックミラー便特別企画! 人気AV女優×童貞男子 佐々木あきが生まれて初めての童貞逆ナンパで童貞男子学生とMM便の中で2人っきり♥ 人妻女優の凄テクに10分間耐えられたら念願の生中出し筆おろし!! | DVD  | DVDMS-024  | DEEP'S                               | |
| 9月8日   | 「家庭訪問に来た息子の担任に勃起薬を飲ませて誘惑♥ヤられ待ちする欲求不満の母親マ○コ」 VOL.1 | DVD  | DANDY-508  | DANDY                                | 他出演: 日比乃さとみ 雨音わかな ※ノンクレジット作品 |
| 9月8日   | ブルセラショップにやってきた素人妻 | DVD  | FAA-123    | F&A                                  | 他出演: 湯本珠美 ※ノンクレジット作品 |
| 9月13日  | 欲求不満な団地妻と孕ませオヤジの汗だく濃厚中出し不倫 | DVD  | MEYD-184   | 溜池ゴロー                           | |
| 9月13日  | 近親［無言］相姦 隣にお父さんがいるのよ… | DVD  | VENU-638   | VENUS                                | |
| 9月15日  | 「ナマで入っちゃった!」 美人デリ嬢のオイル素股でチ○ポをマ○コに擦り付けてたら思わずフル勃起からの生挿入! 本番禁止のはずがナマ中出しまで許しちゃったドスケベ美人デリ嬢 | DVD  | OVG-047    | グローリークエスト                   | 他出演: 愛原さえ 水元恵梨香 瀬田奏恵 二階堂ゆり |
| 9月19日  | 欲求不満人妻 膣痙攣中出しオイルマッサージ | DVD  | MAGG-011   | マッサGoGo!!/妄想族                  | 他出演: 吹石れな 北川エリカ 生駒はるな |
| 9月19日  | 完全撮り下ろし 鉄板女優さんの好きなように手コキして下さい。 | DVD  | TPPN-129   | TEPPAN                               | 他出演: 愛咲れいら 大島美緒 艶堂しほり 双葉ゆきな MIRANO 長谷川夏樹 吹石れな さくらみゆき 西川ゆい あやね遥菜 あゆな虹恋 星空キラリ 伊東真緒 相原翼 水野朝陽 神木優愛 春川せせら サリー 原ちとせ 紗藤まゆ 美咲かんな 荻野舞 椎名そら 月島ななこ 尾上若葉 涼川絢音 篠田ゆう あかね杏珠 稲村ひかり |
| 9月22日  | 入院中の性処理を母親には頼めないからお見舞いに来た叔母にお願いしたら優しい騎乗位でこっそりぬいてくれた 12 中出しスペシャル +シリーズ46人総集編付き 2枚組豪華版 | DVD  | NHDTA-879  | ナチュラルハイ                       | 他出演: 伊東真緒 他 ※ノンクレジット作品 |
| 9月22日  | 家族の居ぬ間に他人を自宅に連れ込んでセックスしまくって 99回絶頂した不貞妻 | DVD  | FAA-128    | F&A                                  | ※ノンクレジット作品 |
| 9月23日  | 癒らし。 | DVD  | T28-469    | TMA                                  | |
| 9月23日  | ごめんなさい…どうしようもないほどMなんです。 | DVD  | HZGD-011   | 人妻花園劇場                         | |
| 9月25日  | レイプ犯は、あまりにも身近な存在 ヤリたいと思ったら犯る!性欲旺盛な中高年の陵辱獣たち。 媚薬×権力×脅迫×暴力の連続被害4編強姦ドラマ | DVD  | DMG-01     | グローバルメディアエンタテインメント | 他出演: 五十嵐しのぶ 富樫由紀子 来生れい |
| 9月30日  | 土下座痴女 | DVD  | EKW-018    | ワープエンタテインメント             | |
| 10月1日  | 娘のお友達と子供を作るので私、母親辞めます。 | DVD  | WANZ-545   | WANZ FACTORY                         | |
| 10月1日  | 思春期のボクを卑猥な淫語で挑発してくるセクハラ人妻家庭教師に我慢できず種付生中出し | DVD  | VEMA-115   | VENUS                                | |
| 10月1日  | もしも…「佐々木あき」が○○だったら…。 | DVD  | NACR-071   | プラネットプラス                     | |
| 10月1日  | 佐々木あきのコスッて、こすっテ。 | DVD  | KMI-108    | ミル                                 | |
| 10月6日  | 息子の友達にゴムを取って無断で中出しされた感触が気持ちよ過ぎて超発情! 自ら騎乗位で2度目の中出し!! | DVD  | NHDTA-890  | ナチュラルハイ                       | 他出演: 碧しの 他 ※ノンクレジット作品 |
| 10月7日  | 美人すぎる人妻・寝取られ志願 『今から貴方以外の男に中出しされます。』 | DVD  | HODV-21222 | h.m.p                                | |
| 10月7日  | おチ○ポとろとろノーハンドフェラチオ | DVD  | PGD-903    | PREMIUM                              | |
| 10月7日  | 人妻温泉不倫のお宿 3 | DVD  | UMD-559    | LEO                                  | 他出演: 美堂かなえ ※レンタル版は9月30日リリース。 |
| 10月13日 | 丸ごと! 佐々木あき8時間 〜今年最も輝く美熟女あきちゃん10本番SPECIAL〜 | DVD  | JUSD-728   | マドンナ                             | ※単体ベスト |
| 10月14日 | AV女優 裸コレクション 第二弾 | DVD  | VRTM-203   | V&R PRODUCE                          | 他出演: 篠田ゆう 美咲かんな あやね遥菜 百合川さら 仁美まどか あゆな虹恋 青木かなみ このみあん 青葉優香 内村りな 紗藤まゆ 西条沙羅 枢木みかん 夏希みなみ 阿部乃みく 宮崎あや 北川エリカ 広瀬うみ 一条リオン                                                                                       |
| 10月19日 | 夫の連れ子が鬼畜でした… | DVD  | MEYD-195   | 溜池ゴロー                           | |
| 10月20日 | 兄貴夫婦に見せつけられて我慢できない義弟を誘惑する義姉 | DVD  | HBAD-336   | ヒビノ                               | |
| 10月25日 | ごっくん・中出し・アナル・強制レズ輪姦 －2016毒針連合2周年スペシャル企画－ | DVD  | MVSD-307   | エムズビデオグループ                 | 共演: 椎名そら あおいれな 小野寺梨紗 さくらみゆき 花咲いあん |
| 11月1日  | 子作りはご奉仕の一環 妊娠OK美人妻メイド | DVD  | WANZ-555   | WANZ FACTORY                         | |
| 11月7日  | 超絶テクで射精無制限!淫らな痴女が絡みつく中出し逆3Pクラブ | DVD  | JUFD-661   | Fitch                                | 共演: たかせ由奈 |
| 11月7日  | 夢のマドンナ大共演!! 美熟女が行く 一泊二日のレズ大乱交バスツアー!! | DVD  | JUY-004    | マドンナ                             | 共演: 白木優子 小早川怜子 二階堂ゆり 水原さな 羽田璃子 成宮いろは 宮下華奈 円城ひとみ 浅井舞香 たかせ由奈 吹石れな 八ッ橋さい子 若槻みづな |
| 11月11日 | 兄嫁 | DVD  | NATR-555   | なでしこ                             | |
| 11月11日 | 人妻炎情 〜淫靡に燃え上がる背徳の肉体〜 | DVD  | TORG-047   | オルガ                               | |
| 11月13日 | 母の友人 | DVD  | JUY-015    | マドンナ                             | |
| 11月19日 | 旦那の居ない隙にこっそり精子吸引! 喉舌ディープスロート浮気妻 | DVD  | MIAD-983   | MOODYZ                               | |
| 11月19日 | 淫語痴女 | DVD  | DDB-309    | ドグマ                               | |
| 11月19日 | 夫婦で挑戦! 夫が佐々木あきの凄テクを20分我慢できたら賞金! 2回イカされちゃったら妻が寝取られ中出しSEX!! | DVD  | HJMO-342   | はじめ企画                           | |
| 11月19日 | 熟尻モンスター イイ女の熟れたデカ尻に犯されたい! | DVD  | MMNA-003   | MARRION                              | |
| 11月23日 | 義父さんザーメン飲ませてください 〜躰が寂しい嫁は肉棒を喉の奥まで吸い込む〜 | DVD  | HBAD-340   | ヒビノ                               | |
| 11月25日 | 夫の寝ている横で息子の性技に溺れる母 | DVD  | MAS-02     | グローバルメディアエンタテインメント | |
| 12月1日  | 嫁を他の男に抱かせて興奮する夫 | DVD  | GVG-402    | グローリークエスト                   | |
| 12月1日  | 俺の嫁を寝取ったお前の旦那に二人で復讐しないか? | DVD  | MIAD-989   | MOODYZ                               | |
| 12月1日  | スロ〜で射精させてからギアチェンジ爆速中出しSEX | DVD  | CJOD-053   | 痴女ヘブン                           | |
| 12月1日  | 嫁の母親に中出ししてしまった | DVD  | VENU-657   | VENUS                                | |
| 12月2日  | 夫に言えない中出し不倫妻 発情奥様はお隣さんの性奴隷… | DVD  | HMPD-10007 | h.m.p                                | |
| 12月2日  | 人妻奴隷調教クラブ | DVD  | EKAI-010   | ワープエンタテインメント             | |
| 12月7日  | 一般男女モニタリングAV レズver. 幼稚園帰りのママ友同士が旦那と子供がいない間に2人っきりの自宅で人生初のイカせ合いレズHに挑戦! 素人妻が恥じらいながらもレズキス／相互手マン／レズクンニ／レズ玩具／貝合わせ♥ "1回イったら10万円"の過激ルールで連続本気イキ合計32回!                          | DVD  | DVDMS-058  | DEEP'S                               | 共演: 羽田璃子 他出演:湯本珠未 とみの伊織 他 |
| 12月9日  | 美人女将が心を込めたスペシャルテクニックで接待! 至れり尽くせりのスペシャル温泉旅館 2!! | DVD  | MDB-736    | ケイ・エム・プロデュース/BAZOOKA     | 共演: 吹石れな 阿部乃みく あず希 あおいれな 麻里梨夏 浜崎真緒 |
| 12月9日  | 夫婦で温泉旅行 夫が近くに居るのに痴漢される私は戸惑いながらもオマ○コはズブ濡れ! 寝取られる興奮に何度もイッてしまいました 2 | DVD  | NATR-557   | なでしこ                             | |
| 12月13日 | パイパン全裸奴隷 夫の部下に剃毛調教された美乳妻 | DVD  | JUFD-670   | Fitch                                | |
| 12月19日 | 一般男女モニタリングAV 病院で働くナースさんに突撃交渉!「制限時間内に5本の童貞チ○コをすべて射精させたら100万円!」に挑戦してみませんか? 心優しい看護師さんが男性入院患者の溜まったチ○コをお仕事中に連続手コキ! 恥じらうナースさんの手コキに童貞くんが耐えられたら生中出し筆おろし! 合計20発射 | DVD  | DVDMS-063  | DEEP'S                               | 他出演: 若槻みづな 野々宮みさと 斉藤みゆ |
| 12月19日 | 本音でぶつかるネイキッドレズビアン 〜2人が1日で愛し合う為のプロセス〜 | DVD  | LZDQ-004   | レズれ!                              | 共演: 向井藍 |
| 12月25日 | うちの母にかぎって… 「息子に知られたら困る……。」泣きそうな顔でそう言うと母は僕のクラスメイトにカラダを許した【寝取られ】熟女中出し【NTR】あき | DVD  | EIKI-034   | ビッグモーカル                       | |
| 12月25日 | 不動産屋の新入社員あきさんは、セクハラされまくりの敏感美熟女レディ | DVD  | TAAK-006   | AVS Collector's                      | |
| 12月25日 | お、奥さん…具が出てますよ!! 妻の友人が僕に見せつけてくるマ○コはみ出し腰振りダンス | DVD  | JUY-051    | マドンナ                             | |
| 12月30日 | サセ神さまが来た。 おじさん家(ち)泊めて/// 【地味巨乳】寝取り中出し【メガネ妻】あき | DVD  | EIKR-002   | PRESTIGE                             | |

#### 2017年
| 発売日   | タイトル | 規格 | 品番       | メーカー                             | 備考 |
| -------- | --- | ---- | ---------- | ------------------------------------ | --- |
| 1月1日   | バキュベッド | DVD  | DASD-361   | ダスッ!                              | |
| 1月1日   | 僕とママだけのこっそり中出し誕生日 | DVD  | HND-347    | 本中                                 | |
| 1月1日   | パンスト妄想脚スペシャル | DVD  | KMI-111    | ミル                                 | 他出演: AIKA 篠田あゆみ |
| 1月1日   | 人妻セフレ掲示板 貴方の奥さん貸してください | DVD  | UMD-571    | LEO                                  | 他出演: たかせ由奈 ※レンタル版は2016年12月27日リリース。 |
| 1月6日   | SOD人妻レーベル史上最も人気のあった美しすぎる本物人妻2名 佐々木あき×今井真由美 プレミアム交流会 | DVD  | SDNM-097   | SODクリエイト                        | 共演: 今井真由美 |
| 1月6日   | 昭和女のエレジー 父との近親相姦を強要された知的な美貌の令嬢 悪夢のような輪姦陵辱 | DVD  | HBAD-345   | ヒビノ                               | |
| 1月7日   | 猿轡レ×プ調教 | DVD  | MIAE-009   | MOODYZ                               | |
| 1月7日   | 母の親友 | DVD  | VEC-236    | VENUS                                | |
| 1月7日   | 【悲報】NTR 僕の美しい妻が社長でありデカチンの父に寝取られました | DVD  | NGOD-035   | JET映像                              | |
| 1月13日  | 姉妹娼婦館 〜極楽奉仕でイキまくる悶絶の二輪車!!〜 | DVD  | TORG-048   | オルガ                               | 共演: 小峰みこ |
| 1月19日  | マッサージにやってきた女性客の性感ポイントをこっそりじっくり刺激しつづけたら異常興奮で自ら性交懇願… 早速挿入してあげたら隣客にバレないように絶頂声を上げないように、超スローな腰振りしかできない情けないセックスを見せてくれた                         | DVD  | MIAE-014   | MOODYZ                               | 他出演: あべみかこ 広瀬うみ |
| 1月19日  | あなた、許して…。 －愛欲コンプレックスー | DVD  | ADN-113    | ATTACKERS                            | |
| 1月19日  | 302号の桃尻奥さん。 | DVD  | SPRD-934   | タカラ映像                           | |
| 1月25日  | 町内会の温泉旅行に参加したら、欲求不満な奥様14人と男は僕1人だけ。 | DVD  | JUY-070    | マドンナ                             | 共演: 白木優子 成宮いろは 宮下華奈 浅井舞香 たかせ由奈 小早川怜子 八ッ橋さい子 吹石れな 若槻みづな 羽田璃子 水原さな 二階堂ゆり 円城ひとみ                                                                                               |
| 1月25日  | 犯されても忘れられない | DVD  | NSPS-545   | ながえスタイル                       | |
| 1月27日  | 無言妻 夫が隣にいるのよ… 5 「声でちゃう!」と必死で我慢している顔に超コーフンする俺!ボインな奥さんの吐息とびしょ濡れマ○コにギン勃起チ○ポ入れちゃいました!!                                                                                              | DVD  | NATR-560   | なでしこ                             | |
| 2月1日   | 最初で最高のアナル解禁 | DVD  | MVSD-316   | エムズビデオグループ                 | |
| 2月1日   | 不倫×艶熟×交尾 | DVD  | WWK-016    | ワープエンタテインメント             | |
| 2月7日   | V 10周年記念 鬼畜イカセ10本番 | DVD  | VICD-346   | V(ヴィ)                              | |
| 2月7日   | すぐ妊娠させちゃう絶倫早漏息子にマ○コで生ハメ外出しを猛特訓するも失敗して1回目はドップリ膣内射精! 2回目は半中半外されちゃったママ | DVD  | HND-374    | 本中                                 | |
| 2月7日   | うちのエリート家族に催眠術が効きすぎたから子作り | DVD  | ZUKO-119   | ZUKKON/BAKKON                        | 共演: あべみかこ 広瀬うみ 神波多一花 |
| 2月10日  | 親戚のおばさんに筆おろしされた僕。リターンズ 3 | DVD  | UMD-575    | LEO                                  | 共演: 水野朝陽 ※レンタル版は1月31日リリース。 |
| 2月13日  | 【1番ヤバい動画はコレ】 この後、避妊なしで無茶苦茶にされるワタシ 4 人妻 あき (仮) 37歳 | DVD  | DVAJ-214   | アリスJAPAN                          | |
| 2月13日  | 1日10回射精しても止まらないオーガズムSEX 真性中出しVer. | DVD  | MIGD-761   | MOODYZ                               | |
| 2月13日  | 佐々木あきの凄テクを我慢できれば生中出しSEX! | DVD  | WANZ-586   | WANZ FACTORY                         | |
| 2月13日  | 人妻OLのもち尻誘惑 | DVD  | PGD-932    | PREMIUM                              | |
| 2月13日  | 子宮が疼く女教師が連続中出しさせてくれる強制勃起テクニック | DVD  | JUFD-697   | Fitch                                | |
| 2月16日  | 「中出しだけは…」 犯した母に射精直前で嫌がられ半外! でも中に出したくて無理やり半中! 3 | DVD  | NHDTA-947  | ナチュラルハイ                       | 他出演: 花咲いあん 大橋優子 ノンクレジット作品 |
| 2月16日  | 「『おばさんの下着を盗んでどうするの?』女を忘れた美人おばさんは自分で発情してくれる少年チ○ポなら下着を盗まれても嫌じゃない」 VOL.3 | DVD  | DANDY-535  | DANDY                                | 他出演: 鮎原いつき 他 ※ノンクレジット作品 |
| 2月19日  | 憧れの乳首責めマイスターに責められたい! | DVD  | DDK-143    | ドグマ                               | |
| 2月23日  | ネトラレーゼ 妻が近所のDQNの溜まり場で寝取られた話し。 | DVD  | NTRD-053   | タカラ映像                           | |
| 2月25日  | お義父様、おマゾな嫁でごめんなさい…。 〜義父の裏花嫁修行〜 | DVD  | MRXD-016   | MARX                                 | |
| 2月25日  | 佐々木あき 緊縛解禁!! 緊縛奴隷宿 〜鬼畜な殿方をもてなす麻縄の宴〜 | DVD  | JUY-101    | マドンナ                             | |
| 3月1日   | 台本無しの汗だくノーカットSEXとぶっかけ性交 | DVD  | TPPN-147   | TEPPAN                               | |
| 3月2日   | 見えない女。 | DVD  | MIST-148   | Mr.michiru                           | |
| 3月2日   | 孕ませバック痴漢 膣内の奥まで届く後背位中出しでイキ堕ちる美人妻 | DVD  | NHDTA-956  | ナチュラルハイ                       | 他出演: しほのちさ 他 |
| 3月3日   | 敏感チクビを弄られ何度も膣内射精しちゃった僕。 淫語! 乳首責め!! 中出し無制限セックス!!! | DVD  | HMPD-10021 | h.m.p                                | |
| 3月7日   | 3発射の夢を叶える痴女テクニック風俗 | DVD  | CJOD-069   | 痴女ヘブン                           | |
| 3月7日   | 叔母姦 過激生投稿 子供の頃から憧れだった叔母の無防備な胸チラと透けパンに童貞浪人生の甥っ子の性欲が暴走 受験のため下宿した叔母夫婦の家で旦那の目を盗み撮影された筆おろし近親相姦映像を完全収録                                                          | DVD  | DVDMS-094  | DEEP'S                               | ※みつき 名義 |
| 3月10日  | 職場に忘れ物を届ける上司の優しい美人妻が媚薬を飲まされ感度急上昇! イキ逃げするも何度もバックでハメられ悶絶する! | DVD  | TEM-046    | PRESTIGE                             | 他出演: 北川エリカ 上野菜穂 |
| 3月13日  | S級熟女コンプリートファイル 佐々木あき 6時間 | DVD  | VEQ-116    | VENUS                                | ※単体ベスト |
| 3月19日  | NTRレズビアン 〜僕の妻は妻の親友に寝取られました〜 | DVD  | LZDM-003   | レズれ!                              | 共演: 藍川美夏 |
| 3月19日  | 完全撮り下ろし 男を狂わせるフェラ痴オ | DVD  | TPPN-149   | TEPPAN                               | 他出演: 安野由美 武藤あやか 尾上若葉 双葉ゆきな 長谷川夏樹 吹石れな さくらみゆき 西川ゆい あゆな虹恋 星空キラリ 相原翼 伊東真緒 篠田ゆう 春川せせら サリー 紗藤まゆ 美咲かんな 荻野舞 椎名そら 月島ななこ あかね杏珠 水野朝陽 稲村ひかり |
| 3月24日  | 帰省して久々に会った姉と親には内緒の近親相姦中出し性交 | DVD  | T28-493    | TMA                                  | |
| 3月24日  | 淑女の唾液が糸を引く時。超濃厚接吻とチ○ポを溶かすねっちょり尺八 | DVD  | XRW-285    | ケイ・エム・プロデュース/REAL        | |
| 3月24日  | 若妻の初めての浮気 今日、弟の妻を寝取ります。 | DVD  | IML-006    | PRESTIGE                             | |
| 3月25日  | 官能小説 人妻家政婦 〜抜いてあげます〜 | DVD  | XVSR-217   | MAX-A                                | |
| 3月31日  | 鬼縛'きばく' 6 | DVD  | TKI-042    | MAD                                  | |
| 4月1日   | 敏感巨尻揉みしだき ぶるぶる痙攣失禁トランス | DVD  | TYOD-345   | 乱丸                                 | |
| 4月6日   | 佐々木あき 人妻36歳 マジックミラー号 ナンパ待ち | DVD  | SDMU-561   | SODクリエイト                        | |
| 4月7日   | 佐々木あき お貸しします。 | DVD  | EKDV-481   | クリスタル映像                       | |
| 4月7日   | 佐々木あきベスト4時間 | DVD  | HODV-21237 | h.m.p                                | ※単体ベスト |
| 4月7日   | 昼下がりの団地妻たちは、敷地内ではブラを着けないから乳首スケスケ!! 二度見するほど、まだ若くて綺麗なとなりの奥さんたちのノーブラスケスケ乳首はエロすぎる!! そんなポッチンをついついガン見していたら… 2                                                  | DVD  | UMD-584    | LEO                                  | 共演: 笹倉杏 雨音わかな ※レンタル版は3月31日リリース。 |
| 4月13日  | すんごい乳首責めで中出しを誘う連続膣搾り痴女お姉さん | DVD  | HND-392    | 本中                                 | |
| 4月13日  | 童貞だった弟の友人を筆下ろすつもりが… 絶倫過ぎて連続絶頂激ピストン!! | DVD  | JUY-125    | マドンナ                             | |
| 4月14日  | ちんシャブ大好き女 | DVD  | XRW-294    | ケイ・エム・プロデュース/REAL        | |
| 4月14日  | おかしくなるまで全身受精 | DVD  | MKMP-150   | ケイ・エム・プロデュース/million     | |
| 4月25日  | DQNの教え子に監禁されて一日中中出しレ×プされ続けた美人女教師 | DVD  | WANZ-609   | WANZ FACTORY                         | |
| 4月25日  | 最高の美女姉妹 | DVD  | HOMA-014   | h.m.p DORAMA                         | 共演: 初美沙希 |
| 4月27日  | ぼじょれ 〜奥さん 飲み過ぎ警報発令中♥ | DVD  | MOND-124   | タカラ映像                           | |
| 4月28日  | 睡眠薬で姉を眠らせ中出し近親相姦する弟の何日間にもわたる性交記録 | DVD  | T28-498    | TMA                                  | 他出演: 笹倉杏 藍川美夏 |
| 5月1日   | 抵抗できない様に人体を固定され性具に堕とされた中出しダッチ妻 | DVD  | MEYD-257   | 溜池ゴロー                           | |
| 5月1日   | 人妻の浮気心 再会 | DVD  | SOAV-028   | 人妻援護会/エマニエル                | |
| 5月1日   | 美人性的妄想過剰セクシズム | DVD  | MMUS-010   | MARRION                              | |
| 5月1日   | ラッキーな尻チラを発見し、気づかれないように見てたけど、やっぱりバレてた?! ～働くおねえさん編～ | DVD  | UMD-589    | LEO                                  | 他出演: 中森いつき 今井真由美 |
| 5月7日   | 白昼に溺れる、沈黙の絶頂。―静かなる漫画喫茶― | DVD  | JUY-146    | マドンナ                             | |
| 5月13日  | 中出し寸止め射精管理お姉さん | DVD  | MIAE-060   | MOODYZ                               | |
| 5月13日  | 雪山小屋で誘惑中出しホールド | DVD  | CJOD-082   | 痴女ヘブン                           | |
| 5月13日  | 独占解禁! 黒人デカマラ肉弾FUCK | DVD  | JUFD-738   | Fitch                                | |
| 5月13日  | Body Stockings Loves 卑猥にくねるセクシーボディ | DVD  | TSH-009    | AVS collector’s                      | 他出演： 麻生希 通野未帆 二階堂ゆり 北条麻妃 水野朝陽 KAORI 初美沙希 一条リオン 向井藍 倉多まお 逢沢るる 咲坂花恋 斉藤みゆ 夏樹まりな |
| 5月19日  | ベロキス中毒レズビアン Vol.3 ～唾液たっぷり濃縮ver.～ | DVD  | LZWM-021   | レズれ!                              | 共演： 藍川美夏 他出演： 初芽里奈 たかせ由奈 北川エリカ 横山みれい 浅井舞香 KAORI |
| 5月25日  | 生贄の縄 | DVD  | JBD-216    | ATTACKERS                            | |
| 5月25日  | 痴漢で感じる私を見ないで ～衆人環視の車中で寝取らせ中出し～ | DVD  | PGD-953    | PREMIUM                              | |
| 6月1日   | 剃毛再解禁!! 人妻パイパン痴漢電車 ～剥き出しにされた股間と欲望～ | DVD  | JUY-169    | マドンナ                             | |
| 6月1日   | SODファン大感謝祭! まだまだ終わらないぜつりんバスツアー 脱落した素人が人妻軍団に強制イカせ奉仕＆本編出演超豪華女優の完全主観フェラ! | DVD  | SDEN-004   | SODクリエイト                        | 共演: 武藤あやか あべみかこ 向井藍 宮崎あや 松本メイ なつめ愛莉 篠田ゆう 小谷みのり 涼海みさ 大槻ひびき 栄川乃亜 |
| 6月2日   | 新人・佐々木あきデビュー | DVD  | HMPD-10036 | h.m.p                                | |
| 6月7日   | エロすぎる日本昔ばなし4 3代目桃太郎 | DVD  | MKSB-003   | 桃太郎映像出版                       | |
| 6月7日   | 挿入とフェラを繰り返す生しゃぶり中出しお姉さん | DVD  | HND-406    | 本中                                 | |
| 6月7日   | 佐々木あき 8時間 | DVD  | CJOD-027   | 痴女ヘブン                           | ※単体ベスト |
| 6月8日   | うまなみの兄にめろめろにされた弟嫁 | DVD  | MOND-132   | タカラ映像                           | |
| 6月9日   | 人妻性奴隷 清楚な美人妻が淫らなメス犬に堕ちる一部始終 | DVD  | TAMM-020   | オルガ                               | |
| 6月9日   | ラッキーな胸チラを発見し、気づかれないように見てたけど、やっぱりバレてた?! 5 ～お隣の奥さん編～ | DVD  | UMD-592    | LEO                                  | 他出演： 吉岡奈々子 桜木エリナ |
| 6月9日   | 旦那からの着信は不倫セックス中!! 不倫相手に促され電話に出た人妻は、必死に喘ぎ声を押し殺してはいたが、行為がエスカレートし興奮度はMAXに! 絶対にバレてる!? 3                                                                                             | DVD  | UMSO-143   | ケイ・エム・プロデュース/UMANAMI     | 他出演： 寺島志保 桐島美奈子 川上ゆう 横山みれい |
| 6月13日  | マ○コ貸し出し妻 旦那に強制ネトラレ中出し報告 | DVD  | MIAE-068   | MOODYZ                               | |
| 6月13日  | 佐々木あきBEST 12時間 | DVD  | MIZD-062   | MOODYZ                               | ※単体ベスト |
| 6月16日  | 佐々木あきのM男イジメ チ○ポが疼く卑猥な淫語で責めたてるドスケベ痴女 | DVD  | DMOW-153   | OFFICE K'S                           | |
| 6月16日  | 胸糞注意!! 寝取られビデオレター 快楽媚薬調教で他人棒を受け入れ、生ハメ中出しされたNTR美人妻たち | DVD  | DOHI-052   | OFFICE K'S                           | 他出演: 浜崎真緒 神波多一花 |
| 6月19日  | 母への想いが止まらない | DVD  | OKSN-277   | 妄想族/お母さん.com                  | |
| 6月23日  | 痴女が魅せる積極的な喉奥イラマ | DVD  | KWE-002    | 個性派Director's                     | |
| 7月1日   | 射精しまくりたい絶倫男VS射精させない佐々木あき 3時間ノーカット寸止め生殺しドキュメント!! | DVD  | JUY-198    | マドンナ                             | |
| 7月6日   | サウナレディのお仕事 | DVD  | SDDE-499   | SODクリエイト                        | |
| 7月7日   | 母子交尾 ～棚倉路～ | DVD  | BKD-176    | ルビー                               | |
| 7月7日   | 週末にバーベキューを楽しむ近所の仲良し夫婦3組。 昼から飲み過ぎ、はしゃぐ奥様たち。 それを見るお互いの旦那たちのエロい目線。 自分の嫁より、他人の奥さんが気になってしょうがないっ!! 酔っぱらった勢いでこっそり誘ってみたら意外にOK?! うっかり中出し。 4 | DVD  | UMD-596    | LEO                                  | 共演： 吉岡奈々子 二階堂ゆり |
| 7月13日  | 確実に童貞を悩殺する欲求不満な人妻の日常 | DVD  | JUFD-767   | Fitch                                | |
| 7月19日  | 監禁オイルマッサージ 鬼イカセ中出しレ×プ | DVD  | WANZ-649   | WANZ FACTORY                         | |
| 7月19日  | ある日、同窓会でハメられた妻の寝取られ動画をネットで見つけてしまった俺。 | DVD  | MIAE-092   | MOODYZ                               | |
| 7月19日  | 婚約者がいるのに誘惑おしゃぶり女教師 | DVD  | PRED-004   | PREMIUM                              | |
| 7月25日  | 生意気妻の堪え顔 強引に謝らせたら感じてしまった女 | DVD  | NSPS-606   | ながえSTYLE                          | |
| 7月28日  | 佐々木あき SPECIAL BEST 4時間 | DVD  | 25ID-025   | TMA                                  | ※単体ベスト |
| 8月4日   | 喉奥属性シャブリスト 002 | DVD  | DGRE-002   | ワープエンタテインメント             | |
| 8月4日   | 憧れのスチュワーデスと性交 | DVD  | UFD-068    | ドリームチケット                     | |
| 8月4日   | 寝取り母 7 実は計画的に娘のダンナを寝取りたい母は、朝からオ●ンコが濡れまくりで2回も下着を取り替える始末。 そしていざ決戦の日。 今日はとっておきの香水たっぷり振りかけて、娘婿を誘惑しますっ!!                                                          | DVD  | UMD-601    | LEO                                  | 他出演： 三浦恵理子 竹内梨恵 |
| 8月7日   | 原作:御手洗佑樹の大傑作コミック×二人の佐々木あき!! 相姦のレプリカ芸能人の母に変装した伯母と息子の肉欲の日々を淫猥に実写化!! | DVD  | URE-040    | マドンナ                             | 共演: 西口あられ |
| 8月10日  | 性欲処理専門 輪姦セックス外来医院 3 真正中出し科 | DVD  | SDDE-505   | SODクリエイト                        | 共演: 天野弥生 九条紗季 ノンクレジット作品 |
| 8月11日  | 美人若妻媚薬拘束潮吹きイカセ | DVD  | XRW-347    | ケイ・エム・プロデュース/REAL        | |
| 8月11日  | スレンダーで貧乳な美熟女の絶倫ファック8人 | DVD  | NASS-681   | なでしこ                             | 他出演： 麻生千春 沙原さゆ 夏目優希 艶堂しほり 矢部寿恵 井上綾子 |
| 8月13日  | 睾丸マッサージ後のもの凄い1発大量中出し 精子がドクドク溜まる玉揉み天才エステティシャン | DVD  | HND-422    | 本中                                 | |
| 8月13日  | 出会って速攻、女優の方から襲いかかる生中出しSEX | DVD  | PLA-065    | ダスッ!                              | |
| 8月18日  | シックスナインでセルフイラマチオ ～マ●コ舐めを要求しながら喉奥まで咥える貪欲痴女精神～ | DVD  | AGEMIX-375 | SEX Agent                            | 他出演： 麻里梨夏 尾上若葉 森はるら 篠宮玲奈 星咲伶美 北川ゆず |
| 8月19日  | 淫語で誘う寸止め焦らし痴女 | DVD  | JUFD-786   | Fitch                                | |
| 8月19日  | 憧れていた同級生の母と… | DVD  | OKSN-281   | 妄想族/お母さん.com                  | |
| 8月19日  | 狙われた母娘 娘の同級生に私も犯されました | DVD  | WANZ-651   | WANZ FACTORY                         | 共演: 南梨央奈 |
| 8月24日  | 中出しいいなり温泉旅行 | DVD  | SDMU-674   | SODクリエイト                        | |
| 8月24日  | 大好きな叔母とラブラブ子作り温泉旅行 童貞筆おろしver. | DVD  | IENE-808   | アイエナジー                         | |
| 8月25日  | 僕を誘惑してくる親父の後妻を発情ケダモノNTR | DVD  | HOMA-022   | h.m.p DORAMA                         | |
| 9月1日   | はだかの主婦 板橋区在住 佐々木あき (37) | DVD  | HDKA-112   | プラネットプラス                     | |
| 9月1日   | 人妻監禁廃工場 ～愛欲に堕ちた罪と罰～ | DVD  | AVOP-347   | オルガ                               | ※「AV OPEN 2017」 ドラマ部門 エントリー作品 |
| 9月7日   | 昭和の女・夜這い 旦那が出稼ぎに出て残された若妻の色香に男どもは欲望を抑えきれず夫の居ぬ間に夜這いして犯し慰み者にする | DVD  | HBAD-379   | ヒビノ                               | |
| 9月8日   | さんざめく精の子どもら鎮めども決して帰らぬ輝夜の君よ | DVD  | TMHP-076   | バルタン                             | |
| 9月8日   | この雰囲気、押せばヤラせてくれるかも?! 「お願いおっぱい揉ませてっ!!」「お尻触らせてっ!!」「先っちょだけ入れさせてっ!!」なりふり構わず土下座で懇願っ!! ハメたいスケベ男と、それをさらりとかわすしたたかな女達の挿入を賭けた熱い戦いっ!                  | DVD  | UMD-605    | LEO                                  | 共演: 水城奈緒 通野未帆 |
| 9月13日  | 失禁鑑賞 頭が真っ白になるほどの羞恥と快感 | DVD  | JUY-243    | マドンナ                             | |
| 9月13日  | 半外半中発射でゴム無し連続ファック ひたすら挿(い)れっぱで真剣(マジ)ナカ 絶倫フル勃起男優vs性豪美女佐々木あき ～完全ノーカット抜かずの14発生ハメバトル～                                                                                                | DVD  | DVAJ-269   | アリスJAPAN                          | |
| 9月19日  | 子供が欲しい夫婦の生々しい種付け中出し性交 | DVD  | HND-429    | 本中                                 | |
| 9月22日  | パンスト絡み付け先端フェラ ～手でパンストを操り、舌で先っぽを弄ぶ。巧みな技の数々で狂えるチ●ポ～ | DVD  | AGEMIX-378 | SEX Agent                            | 他出演： 明里ともか 姫川ゆうな 関根奈美 春原未来 森川アンナ 桜木エリナ 香苗レノン |
| 9月22日  | じゅぷぬりゅドゥルンッ! いやらしスライドな素股手コキ ～とろけ合う性器の限界密着でセックス未満なのにセックス以上～ | DVD  | AGEMIX-379 | SEX Agent                            | 他出演： 明里ともか 森川アンナ 香苗レノン 紗籐まゆ 桜木エリナ 姫川ゆうな 森はるら |
| 9月25日  | 淫語を喋る俺だけの性欲処理人形 | DVD  | AVSA-042   | AVS Collector's                      | |
| 9月25日  | 田舎の近親相姦 ひとつ屋根の下で暮らす義父が嫁を犯す瞬間 | DVD  | FAB-04     | グローバルメディアエンタテインメント | |
| 9月28日  | 愛する妻が犯されて | DVD  | MSTG-003   | タカラ映像                           | |
| 10月1日  | 快楽失禁しても終わらない極悪デブのメガトン種付けプレス | DVD  | PRED-017   | PREMIUM                              | |
| 10月1日  | 限界連続精液注入 子宮内ザーメンシェイク | DVD  | WANZ-666   | WANZ FACTORY                         | |
| 10月1日  | 奴隷ソープに堕とされた人妻 18 | DVD  | RBD-862    | ATTACKERS                            | 共演: しじみ |
| 10月5日  | 炊事・洗濯・性欲処理 10人息子と連続中出し朝生活 あき (38) | DVD  | SDDE-511   | SODクリエイト                        | |
| 10月7日  | 欲求不満の佐々木あきが、終日ホテルの1室に男を呼び出し即キス・即フェラ、即生ハメ、アナル中出し＆10連続射精! 子宮と直腸の快楽に目覚め、汗、潮、精液、マン汁を垂らしながら四六時中狂ったように性交し続ける2穴オーガズムSEX                                | DVD  | MIAE-122   | MOODYZ                               | |
| 10月13日 | 艶かしすぎる僕の母親が隣の親父に寝取られ種付けプレスされていた。 | DVD  | DASD-397   | ダスッ!                              | |
| 10月13日 | 密着セックス 夫の上司と人妻の背徳関係 | DVD  | JUY-270    | マドンナ                             | |
| 10月13日 | 禁欲した男の膣内激発射中出しにめっちゃエビ反りイキ跳ね天国 | DVD  | HND-438    | 本中                                 | |
| 10月13日 | 女友達NTR 友人の旦那を寝取るのが好き | DVD  | WANZ-671   | WANZ FACTORY                         | |
| 10月13日 | 母乳まみれで犯されて… | DVD  | REAL-652   | ケイ・エム・プロデュース/REAL        | |
| 10月13日 | ヘンリー塚本原作 嫁 義父に狙われた白きやわ肌 | DVD  | HQIS-041   | FAプロ                               | |
| 10月13日 | 止まらない絶頂! 佐々木あきを大満足させた! 逆ソープ天国 | DVD  | DVAJ-278   | アリスJAPAN                          | |
| 10月13日 | 総合婦人肌着メーカーWAKOSUKE ～ワコスケ秋のプレゼン行脚～ | DVD  | ICMN-006   | AVS Coiiector's                      | 共演: 佐伯かのん 田中みゆき |
| 10月16日 | 昏睡キメセク ～媚薬×催眠×泥酔～ | DVD  | MXGS-999   | MAXING                               | |
| 10月19日 | SODロマンス～SECRET GAME～ 寝取られマゾ旦那をいいなりペットにさせる妻 | DVD  | SDMU-716   | SODクリエイト                        | |
| 10月19日 | 舞ワイフ ～セレブ倶楽部～ 103 | DVD  | ARSO-17103 | AROUND                               | 今井沙月 名義 他出演: 池上まひろ （成田由里子 名義） |
| 10月20日 | 不仲な妻が寝取れたら… | DVD  | MADM-062   | クリスタル映像                       | |
| 10月20日 | 咥えて3分以内に発射 5 ～いつでもどこでも。フルパワーフェラ一択～ | DVD  | AGEMIX-385 | SEX Agent                            | 他出演： 椎名そら 麻里梨夏 尾上若葉 霧島さくら 姫川ゆうな 鶴田かな 桜ちなみ 川菜美鈴 明里ともか |
| 10月26日 | 美人妻 狂気と欲求の狭間 | DVD  | XVSR-287   | MAX-A                                | |
| 10月27日 | 近親相姦 ～【不言】隣にお父さんがいるのよ～ | DVD  | NATR-571   | なでしこ                             | |
| 11月1日  | 午後三時の団地妻 | DVD  | SHKD-764   | ATTACKERS                            | |
| 11月1日  | 図書館で僕をこっそり誘惑してくる人妻司書 | DVD  | JUY-299    | マドンナ                             | |
| 11月1日  | もしも…「佐々木あき」が○○だったら…。 2 | DVD  | NACR-115   | プラネットプラス                     | |
| 11月7日  | 目覚めたら、中出しSEXされてました… | DVD  | HND-449    | 本中                                 | 共演: 真島かおる |
| 11月13日 | 【危険日中出し容認】 AV女優とプライベートで秘湯『生』パコ! 一泊二日、孕ませ温泉旅行。 ～萌えあがる人妻 THEイイ女 佐々木あき 三十七歳の場合～ | DVD  | SERO-384   | EROTICA                              | |
| 11月19日 | 猥褻な女医のお下品クリニック | DVD  | DDOB-017   | ドグマ                               | |
| 11月19日 | 佐々木あき レズれ! プレミアムBEST 8時間 | DVD  | LZBS-029   | レズれ!                              | ※単体ベスト 共演： 向井藍 藤本紫媛 篠田あゆみ 橋本さやか 南星愛 藍川美夏 |
| 11月25日 | 自殺もんだな、こんな性癖。 毎日スゴテクのおじさんから徹底的にマ○コの弱い部分を責められてチ○ポ堕ちする美女の陵辱中出しセックス 6人4時間 | DVD  | BDSR-321   | ビッグモーカル                       | 他出演： 椎名そら 心花ゆら 三島奈津子 小谷みのり 宮下華奈 |
| 12月1日  | 欲求不満妻の日常完全着衣誘惑 | DVD  | JUY-328    | マドンナ                             | |
| 12月1日  | 舐められたくて舐めたい粘着メガネ腐女子 | DVD  | MMAR-002   | MARRION                              | |
| 12月1日  | デカ尻どスケベ淫乱熟女!! | DVD  | MMKZ-033   | MARRION                              | |
| 12月1日  | 世界で一番中出し精子を子宮で受け止める女の子の超!気持ち良い種付けSEX | DVD  | RKI-453    | ROOKIE                               | |
| 12月7日  | 僕だけのレンタルママ | DVD  | GVG-596    | グローリークエスト                   | |
| 12月8日  | 突然やってきた営業レディは媚薬を飲むと、黒パンストを擦りつけながら淫らに股間を滴らせ、カニバサミで中出しを求めた! 4 | DVD  | VRTM-310   | V&R PRODUCE                          | 他出演： 枢木みかん 成宮いろは 青葉優香 |
| 12月13日 | 愛と狂気の中出しバトルロワイヤル | DVD  | HNDS-054   | 本中                                 | 共演: 麻里梨夏 |
| 12月13日 | 親戚のお姉さんがこっそり誘惑してくるから子作り | DVD  | ZUKO-139   | ZUKKON/BAKKON                        | 共演: 北川エリカ 若菜奈央 白石りん |
| 12月13日 | 佐々木あき8時間BEST | DVD  | MBYD-272   | 溜池ゴロー                           | ※単体ベスト |
| 12月14日 | 覚醒注意 悔しがり目線。 | DVD  | CEMN-003   | タカラ映像                           | |
| 12月14日 | 僕の寝取られ体験 妻が父のデカチンに寝とられた件 | DVD  | YPAA-09    | センタービレッジ                     | |
| 12月21日 | SODファン大感謝祭! 歴代専属女優大集合! SODStar2名を含む超豪華人気女優16名と一般募集素人ファンによる夢の大乱交1泊2日! 総発射数68発! 射精無制限ぜつりんバスツアー 2 (※素人男性18名参加)                                                                  | DVD  | SDEN-017   | SODクリエイト                        | 共演: 古川いおり 桐谷まつり なごみ 蓮実クレア AIKA 五十嵐潤 浜崎真緒 高木千里 涼海みさ 生田みく 月野ゆりあ 水谷あおい 永井みひな 小谷みのり 神ユキ                                                                                       |

#### 2018年
| 発売日   | タイトル | 規格 | 品番       | メーカー                         | 備考                                                                                          |
| -------- | --- | ---- | ---------- | -------------------------------- | --------------------------------------------------------------------------------------------- |
| 1月1日   | 近所の団地妻に勃起薬を飲まされて、いきなりしゃぶられて発射させられて、中出しで筆おろしまでされてしまった僕。6 | DVD  | UMD-620    | LEO                              | 他出演： 篠田ゆう                                                                             |
| 1月1日   | 鉄板complete 佐々木あき BEST もはや説明不要 AVレジェンドが魅せる妖艶激性交。 | DVD  | TOMN-126   | TEPPAN                           | ※単体ベスト                                                                                   |
| 1月5日   | 熟れマ○コくぱぁ | DVD  | MADM-073   | クリスタル映像                   | 他出演： 水谷杏 藤にいな 堀越なぎさ                                                           |
| 1月7日   | 妊娠するまで一生監禁!! 無理やり強制中出し痴女 | DVD  | HND-472    | 本中                             |                                                                                               |
| 1月11日  | SODファン大感謝祭! 裏ぜつりんバスツアー 2 私たちを絶頂させたら敗者復活させてあげる♪ 業界随一の敏感M娘 小谷みのり 永井みひなをイカせまくれ!＆本編出演超豪華女優14名の主観Wフェラ×7コーナーも収録! (※素人男性18名参加)                            | DVD  | SDEN-019   | SODクリエイト                    | 共演： 神ユキ 小谷みのり 永井みひな なごみ 蓮実クレア AIKA 五十嵐潤 浜崎真緒 高木千里         |
| 1月18日  | なぜかノーブラで乳首をチラチラ見せてくるような奥さんはそれに気付いてフル勃起した僕のチ○ポも優しく受けいれてしかもナマ中出しまでヤらせてくれる!                                                                                                  | DVD  | OVG-072    | グローリークエスト               | 他出演： 神波多一花 成宮いろは 今井真由美                                                     |
| 1月19日  | 卑猥語女 | DVD  | MMYM-017   | MARRION                          |                                                                                               |
| 1月25日  | 猥褻RQ ～美しすぎるオ・ン・ナの熟した股間～ | DVD  | NAKA-013   | AVS Collector's                  |                                                                                               |
| 2月1日   | 風俗店開店!? 自宅で姉がまさかの開業! お客は毎日弟の俺! | DVD  | SIS-079    | GLAY'z                           |                                                                                               |
| 2月1日   | 自宅強襲 ドキュメントレイプ | DVD  | ATID-292   | ATTACKERS                        |                                                                                               |
| 2月2日   | NTRチ○コを握って離さない淫ら妻たち | DVD  | MADM-077   | クリスタル映像                   | 他出演： 水谷杏 藤にいな 堀越なぎさ                                                           |
| 2月7日   | 人妻アナル奴隷品評会 | DVD  | JUY-384    | マドンナ                         |                                                                                               |
| 2月9日   | 豊満に育ち過ぎたデカ尻を気にする姉がスイミングスクール通いを決意! 試着する競泳水着からハミ出る尻に興奮した弟は我慢できず水着ズラしてヌルッとチ○コ挿入! 欲求不満過ぎて尻肉波打つ激ピストンで何度もイキ乱れた!                                    | DVD  | VRTM-329   | V&R PRODUCE                      | 他出演： 成宮いろは 涼川絢音 二宮和香                                                         |
| 2月10日  | 奴隷愛人 ホームヘルパー | DVD  | EQ-381     | ブリット                         |                                                                                               |
| 2月13日  | 働く女の艶めかしい完全着衣ファック | DVD  | JUFD-869   | Fitch                            |                                                                                               |
| 2月19日  | 佐々木あき PREMIUM BEST 8時間 | DVD  | PBD-338    | PREMIUM                          | ※単体ベスト                                                                                   |
| 2月25日  | 奴隷色の温泉宿 2 | DVD  | RBD-886    | ATTACKERS                        |                                                                                               |
| 3月2日   | 全身舐めほぐし ヒーリングリップサロン | DVD  | EKW-035    | ワープエンタテインメント         |                                                                                               |
| 3月2日   | 入院中の禁欲生活で欲求不満が爆発した人妻は、年下の青年看護師を誘惑してチ○ポを生挿入! 中出し後も満足出来ずにそのままピストンしていたら、マン汁と精子が泡立ち白濁汁垂れ流しで何度もマジイキ!                                                      | DVD  | DOHI-067   | OFFICE K’S                       | 他出演： 花崎りこ 西村ニーナ                                                                  |
| 3月2日   | 満員電車で発情素股されちゃって… | DVD  | DOKS-426   | OFFICE K’S                       | 他出演： 栄川乃亜 花崎りこ 関根奈美 日高結愛 西村ニーナ                                       |
| 3月7日   | ダメ素人ファン感謝祭! 佐々木あきが引きこもり男子のお家に突撃! お叱り・励まし・生ハメ相談やって中出し我慢できなかったら即野外連れ出し強制デート!                                                                                                 | DVD  | HND-488    | 本中                             |                                                                                               |
| 3月9日   | 顔見知りの女子とオ●ンコしゃちゃった 体験告白掲示板 | DVD  | UMD-630    | LEO                              | 他出演： 水城奈緒                                                                             |
| 3月9日   | 参加者急募!! 今からホテルで浮気妻の寝取らせお仕置きSEXをします。 | DVD  | MADM-081   | クリスタル映像                   | 他出演： さくらみゆき 五月凛 原島ちえ                                                         |
| 3月13日  | 課外性奴 | DVD  | DVAJ-319   | アリスJAPAN                      |                                                                                               |
| 3月16日  | 至福のアナル舐めフェラ | DVD  | DOKS-424   | OFFICE K’S                       | 他出演： 神田るな 香山亜衣 関根奈美 花崎りこ 西村ニーナ 長谷川まや 森川ひな                   |
| 3月20日  | 僕の前でわざとチラリ露出する人妻OLが淫語で挑発してきて… | DVD  | TAMA-028   | STAR PARADISE                    |                                                                                               |
| 3月20日  | 実録再現ドラマ 飲尿ファミリー | DVD  | NEO-552    | レイディックス                   |                                                                                               |
| 3月20日  | 女体観察 BGMや男性の声が一切入っていないヘアヌード映像集 | DVD  | GUN-718    | レイディックス                   | 他出演： 尾上若葉 あおいれな 月野ゆりあ 他 ※撮り下ろし作品。                                  |
| 3月21日  | 佐々木あき式早漏チ○ポ強化合宿 | DVD  | FSET-752   | AKNR                             |                                                                                               |
| 3月22日  | お義母さん、にょっ女房よりずっといいよ… | DVD  | SPRD-1005  | タカラ映像                       |                                                                                               |
| 4月1日   | 弟のチ●ポを求める発情した年上のブラコン姉 | DVD  | SIS-082    | GLAY'z                           | ※他1名出演                                                                                    |
| 4月6日   | 秘書in… ［脅迫スイートルーム］ | DVD  | VDD-136    | ドリームチケット                 |                                                                                               |
| 4月6日   | 募集でやって来た超敏感エロ乳首ママ達のクリ乳首コリコリ絶頂イキ狂い!! | DVD  | MADM-085   | クリスタル映像                   | 他出演： さくらみゆき 五月凛 原島ちえ                                                         |
| 4月7日   | 痙攣腰跳ね絶頂マゾ | DVD  | MISM-090   | えむっ娘ラボ                     |                                                                                               |
| 4月12日  | 完全M男化フライト生活 美人スチュワーデスに調教されて… | DVD  | MANE-016   | AKNR                             |                                                                                               |
| 4月13日  | 【ドッキリ】 大学の友達で若いわりにAVに詳しい山田君が俺んちに遊びに来た時にカリスマAV女優佐々木あき様にご協力いただき「あっ、これ、ウチの姉貴w」とか言ってシレッと紹介してみたww 【ガチ】                                                       | DVD  | MRAD-001   | MARX                             |                                                                                               |
| 4月25日  | ウルトラM性感研究所 クラブ・ザ・サッキュバス 淫魔女王軍団の華麗なる性感処刑 | DVD  | VECR-014   | AVS collector’s                  | 共演： 樟弥音 夏樹まりな 聖紫苑                                                               |
| 5月7日   | 緊縛麻薬捜査官 ～救出まで2時間、私は絶対に諦めない～ | DVD  | PRTD-014   | PREMIUM                          |                                                                                               |
| 5月7日   | 丸ごと! 佐々木あき8時間 ～何度ヌイてもあきのこない激情SEX全19本番!!～ | DVD  | JUSD-784   | マドンナ                         | ※単体ベスト                                                                                   |
| 5月11日  | エロスでカオスな定時制学校に入学した絶倫童貞のボク | DVD  | MDB-894    | ケイ・エム・プロデュース/BAZOOKA | 共演： 枢木あおい 佳苗るか 玉木くるみ                                                         |
| 5月25日  | 社員旅行NTRAI | DVD  | HND-526    | 本中                             |                                                                                               |
| 6月1日   | 究極のW癒しメンズ回春エステSalon DIAMOND | DVD  | HODV-21299 | h.m.p                            | 共演: 花咲いあん                                                                              |
| 6月19日  | バレちゃうよ! ささやき淫語で誘惑されて我慢できずに中で出しちゃう僕 | DVD  | MMNA-015   | MARRION                          |                                                                                               |
| 6月19日  | 永井みひなが佐々木あきに拘束されて109回絶頂させられる潮吹きまくりレズ | DVD  | LZPL-030   | レズれ!                          | 共演: 永井みひな                                                                              |
| 7月1日   | 聖水痴女ハーレム | DVD  | MIAE-259   | MOODYZ                           | 共演： 篠田ゆう                                                                               |
| 7月5日   | 騎乗位で上半身を動かさずに腰だけをグイングイン振りまくって中出しさせる馬乗りドスケベ美女 2 | DVD  | OVG-082    | グローリークエスト               | 他出演： きみと歩実 月宮こはる 河南実里 大槻ひびき 水城りの                                   |
| 7月6日   | おしゃぶり大好き美熟女の下品なオクチ | DVD  | DFDM-007   | ワープエンタテインメント         |                                                                                               |
| 7月12日  | 息子の友達のマセガキ共に性処理をさせられる母親 | DVD  | HBAD-430   | ヒビノ                           |                                                                                               |
| 7月19日  | 卑猥語女 SPECIAL SELECT ＋ 撮り下ろし 佐々木あき主観淫語セックスカット | DVD  | MMYM-022   | MARRION                          | 他出演： 小早川怜子 一条綺美香 KAORI 桐島美奈子 友田彩也香 明里ともか 柊さき                  |
| 7月20日  | 完全主観 唾吐き罵り娘。 47人 連れて行こうか今から唾液天国へ♪ 罵倒天国へ♪ | DVD  | GUN-722    | レイディックス                   | 他出演： 浜崎真緒 川上ゆう 小西まりえ 他                                                      |
| 8月1日   | 美しすぎるレズビアンカップルの日常 ～ねっちょり絡みあう濃厚な接吻と大人のレズセックス | DVD  | MMNA-017   | MARRION                          | 共演： 波多野結衣                                                                             |
| 8月3日   | 涎ダッラダラ喉奥クチ便器 | DVD  | WFR-002    | ワープエンタテインメント         |                                                                                               |
| 8月3日   | 何度イッテもチ○ポを離さない汁漬け汗だくぶっ壊れオンナ | DVD  | WKD-007    | ワープエンタテインメント         |                                                                                               |
| 8月3日   | 腰にクる乳首オナニー | DVD  | DOKS-444   | OFFICE K’S                       | 他出演: 前田えま 星川凛々花 玉木くるみ 朝長ゆき                                               |
| 8月10日  | 脳みそがとろける囁きバイノーラル淫語SEX | DVD  | XRW-536    | ケイ・エム・プロデュース/REAL    |                                                                                               |
| 8月13日  | 縄酔い人妻 あの人に会う時は縄化粧 | DVD  | OIGS-020   | AVS collector's                  |                                                                                               |
| 8月13日  | 美しすぎる人妻 佐々木あき 38歳 BEST | DVD  | DVAJ-347   | アリスJAPAN                      | ※単体ベスト                                                                                   |
| 8月16日  | 羞恥温泉旅行 | DVD  | GVG-730    | グローリークエスト               |                                                                                               |
| 8月23日  | 偶然見てしまった叔母の湯上り裸に僕は即勃起! それを見た叔母が発情して親に隠れて何度も僕とのセックスを求めてくる! 勝手に何度もイキまくり! おかわり連発! もう何回発射させられたか分かりません!                                                     | DVD  | IENE-921   | アイエナジー                     | 他出演： 柊木のあ 推川ゆうり 明里ともか                                                       |
| 8月23日  | 中出しお義母さんが教えてあげる 乳房から伝わる義母の愛 | DVD  | MCSR-307   | ビッグモーカル                   | 他出演： 澁谷果歩 倉多まお                                                                    |
| 8月24日  | 佐々木あき THE BEST 4時間 | DVD  | CADV-679   | クリスタル映像                   | ※単体ベスト                                                                                   |
| 9月1日   | あきの体内に251発の媚・薬・濃・縮精液注入 | DVD  | WANZ-788   | ワンズファクトリー               |                                                                                               |
| 9月15日  | デリヘル呼んだら千載一遇のチャンスがやって来た! 2 寿退社して数年、絶対に手が届かないと思っていた職場のマドンナが指名ランキングぶっちぎり1位の人妻風俗嬢に転落! 「旦那には秘密にするから」と過剰な膣コキサービスからの妊娠中出しをまさかの黙認。 | DVD  | BDSR-360   | ビッグモーカル                   | 他出演： 倉多まお 澁谷果歩                                                                    |
| 9月19日  | 最高潮に気持ちのいいSEXがしたい!! 快楽に堕ちた女に大量の精子を連続中出しして孕ませてやる! | DVD  | BIJN-140   | 美人魔女/エマニエル              |                                                                                               |
| 9月20日  | 常に貴方に語りかけAV 完全主観 看護師・先輩OL・野球部マネージャーの3シチュエーションでおくるイチャラブSEX | DVD  | FSET-786   | AKNR                             | 他出演: 霧島さくら あおいれな                                                                 |
| 10月7日  | いけにえ叔母さん ～お前んちの美人な母ちゃん、生でヤラしてくれないかな～ | DVD  | JMD-133    | 桃太郎映像出版                   |                                                                                               |
| 10月11日 | 危険日直撃!! 子作りできるソープランド 12 | DVD  | MIST-231   | Mr.michiru                       |                                                                                               |
| 10月13日 | 狩られた人妻 飼育の部屋 | DVD  | APNS-085   | オーロラプロジェクト             |                                                                                               |
| 10月13日 | あき女王様のM男調教 | DVD  | AVSA-076   | AVS collector’s                  |                                                                                               |
| 10月25日 | 夫の身代りになった人妻 イグイグ奴隷生活 | DVD  | JUY-661    | マドンナ                         |                                                                                               |
| 10月26日 | 息子の同級生を妊娠危険日にマンチラ誘惑 | DVD  | HZGD-095   | 人妻花園劇場                     |                                                                                               |
| 10月26日 | まるまる! 佐々木あき | DVD  | NATR-592   | なでしこ                         | ※単体ベスト                                                                                   |
| 11月1日  | 撮り卸し! 美尻女子校生 | DVD  | MMKZ-051   | MARRION                          | 他出演： 広瀬うみ 紺野ひかる 川村まや                                                         |
| 11月9日  | 美人若妻媚薬拘束潮吹きイカセ 4時間スペシャル | DVD  | XRW-589    | ケイ・エム・プロデュース/REAL    | 他出演： 大槻ひびき 神納花 澁谷果歩 春菜はな                                                  |
| 11月20日 | 美人妻 乳首舐め手コキ＆ねっとりジュルジュルフェラ | DVD  | TAMA-030   | STAR PARADISE                    | 他出演： 久我美波 香澄麗子 高城彩 緒方泰子                                                    |
| 11月22日 | ASMR 常に耳元で囁きながら 脳内とろとろ淫語マッサージ | DVD  | SDDE-559   | SODクリエイト                    | 共演: 蓮実クレア あおいれな                                                                   |
| 11月22日 | 真面目に働く看護師の股間を覗きこむとまさかのマン染みが!? 我慢出来ずに手を出すと大量の愛液を垂れ流す敏感看護師だった!! | DVD  | FSET-798   | AKNR                             | 他出演: 愛華みれい 宮川ありさ                                                                 |
| 12月1日  | 妖艶美熟女グラマラス 佐々木あきBEST8時間 | DVD  | JFB-168    | Fitch                            | ※単体ベスト                                                                                   |
| 12月6日  | (裏) 手コキクリニック ～完全版～ 性交クリニックファン感謝祭2018 ユーザーリクエストで選ばれたオールスター豪華ナース大集合 4時間SP! | DVD  | SDDE-561   | SODクリエイト                    | 共演: 大槻ひびき 美谷朱里 神宮寺ナオ 星奈あい 向井藍                                          |
| 12月13日 | 中出し溢れ妻 デカチンに寝取られた僕たちの妻 | DVD  | YPAA-21    | センタービレッジ                 | 他出演： 新堂有望 池上まひろ 森下美緒 鈴木みか 篠田ゆう                                       |
| 12月14日 | ファインダー越しの愛欲 ～あなたは知らないワタシの痴態～ | DVD  | NAFZ-003   | オルガ                           |                                                                                               |
| 12月25日 | 佐々木あきコンプリートBEST 44本番8時間 | DVD  | HNDB-129   | 本中                             | ※単体ベスト                                                                                   |
| 12月25日 | 生意気な妻をねじ伏せたい。 そのツン顔が真っ赤にゆがむとき‥ | DVD  | NSPS-770   | ながえスタイル                   | 他出演： 北川エリカ 吉口里奈                                                                  |
| 12月25日 | マドンナ15周年記念超大作!! ジャンボドリーム大共演!! 100億を拾った男と10人の美熟女 人生逆転ハーレム豪遊生活 | DVD  | JUY-703    | マドンナ                         | 共演： 水戸かな 友田真希 三浦恵理子 白木優子 風間ゆみ 澤村レイコ 吉瀬菜々子 遥あやね 一色桃子 |
| 12月28日 | 妖艶な男を狂わす女たち。 私のアソコが反応するのは貴方のせいなの? ダメだと分かって居ても欲求を抑えられない淫乱人妻の性… | DVD  | KNMD-003   | キネマ座                         | 他出演： 佐伯かのん 井上綾子                                                                  |

#### 2019年
| 発売日   | タイトル | 規格 | 品番       | メーカー                 | 備考 |
| -------- | --- | ---- | ---------- | ------------------------ | --- |
| 1月1日   | オナニーして激イキしたらバイブが抜けない!? お願い! 助けて! 入浴中の弟に助けを求める姉 | DVD  | SIS-094    | GLAY'z                   | 他出演： 上川星空 坂咲みほ |
| 1月5日   | 完全主観 ペニバンシコリ罵倒 | DVD  | NFDM-545   | フリーダム               | 他出演： 春原未来 あべみかこ 水野朝陽 北川ゆず 舞島あかり 三島奈津子 他 |
| 1月7日   | 出張先のビジネスホテルでずっと憧れていた女上司とまさかまさかの相部屋宿泊 | DVD  | JUY-726    | マドンナ                 | |
| 1月13日  | W痴女チ○ポとアナルしゃぶり舐めハーレム追撃ジュボレロ連射!! | DVD  | MIAA-005   | MOODYZ                   | 共演： 波多野結衣 |
| 1月17日  | 息子の嫁と義父 | DVD  | SPRD-1100  | タカラ映像               | |
| 1月19日  | 母子交尾 【柳津路】 | DVD  | BKD-208    | ルビー                   | |
| 2月1日   | M男クンのアパートの鍵、貸します。W 応募者には内緒でこっそり2人に貸しときました。 | DVD  | AVOP-433   | ワープエンタテインメント | 共演: 八乃つばさ ※「AV OPEN 2018」 マニア・フェチ部門 エントリー作品 |
| 2月1日   | 栄光からの転落… 100億の負債を背負った僕に降りかかった悲劇 ～10人の美熟女に犬として調教され続ける日々…。～ | DVD  | AVOP-464   | マドンナ                 | 共演： 白木優子 友田真希 三浦恵理子 吉瀬菜々子 風間ゆみ 遥あやね 一色桃子 水戸かな 澤村レイコ ※「AV OPEN 2018」 人妻・熟女部門エントリー作品                                      |
| 2月15日  | 小便調教 | DVD  | DMOW-192   | OFFICE K’S               | |
| 2月21日  | ママのリアル性教育 | DVD  | GVG-828    | グローリークエスト       | |
| 2月25日  | 絶対領域痴女ハーレム 2 美脚に挟まれ身動きできず何度も中出しされちゃう!! | DVD  | CJOD-178   | 痴女ヘブン               | 共演： 蓮実クレア 桐嶋りの AIKA |
| 3月1日   | 佐々木あき ～華麗にして淫らな天女～ 8時間 | DVD  | HODV-21365 | h.m.p                    | ※単体ベスト |
| 3月8日   | 「おばさんのカラダで勃起しちゃったの?」 挑発的すぎる豊満なカラダがたまらないドエロおばさんに主導権とムスコをにぎられ、なすがまま生でヌプッ!! たっぷたぷの中出し白濁オツユがお尻まで垂れちゃうからチ●ポはまだまだ抜かないでっ!!         | DVD  | UMD-678    | LEO                      | 他出演： 推川ゆうり 円城ひとみ |
| 3月13日  | 欲情日和 | DVD  | SQTE-246   | S-Cute                   | 他出演： 初乃ふみか 水樹璃子 新川優里 |
| 3月21日  | 乳首責め専門デリヘル嬢に騎乗位で生中出し 2 | DVD  | MIST-252   | Mr.michiru               | 他出演： 吉川あいみ 花咲いあん 蓮実クレア 百合川さら 富田優衣 |
| 3月25日  | if…もしも、佐々木あきがAVを引退したら…引退後はどんな中出しSEXをしてるだろうか。 | DVD  | HND-644    | 本中                     | |
| 4月1日   | 顔面舐め手コキ | DVD  | DOKS-477   | OFFICE K’S               | 他出演： 橘メアリー 持田栞里 瀬戸すみれ 雛菊つばさ |
| 4月4日   | しがみつきホールド孕ませSEX 2 | DVD  | OVG-100    | グローリークエスト       | 他出演： 推川ゆうり 君島みお 初美りん 美咲かんな |
| 4月7日   | 僕が隣の痴女奥さんに様々な方法で射精管理され続けた一週間 | DVD  | JUY-815    | マドンナ                 | |
| 4月11日  | 佐々木あき 39歳 引退作 最後のAV女優としての姿 「私 普通の主婦に戻ります…」 女優から主婦の顔 ママの顔に戻る最後の最後1秒前までSEXに没頭 もう一度駆け抜けた性春 完全撮り下ろしラストSEX＆これまでの軌跡を振り返る作品集も収録 8時間2枚組 | DVD  | SDNM-195   | SODクリエイト            | |
| 4月25日  | 佐々木あきの世界 | DVD  | AVSW-058   | AVS collector’s          | ※単体ベスト |
| 5月7日   | マドンナ渾身のラスト作品!! 涙を流しながら一心不乱に求め合う激情性交 | DVD  | JUY-845    | マドンナ                 | |
| 5月7日   | 脳みそがトロケるような淫語と聖水を貴方に浴びせ喜ぶ痴女 完全主観×大量小便×M男イジメ | DVD  | DNJR-001   | 犬/妄想族                | |
| 5月17日  | 早くに出産し、まだまだ全然アリなお母さんの成熟した裸に触れ発情した童貞の僕は興奮を抑えられずイケないコトとは知りつつも一線を越えてしまった。                                                                                           | DVD  | NASH-063   | なでしこ                 | 他出演: 小早川怜子 石川明日美 早川友里子 大原千穂 加藤ツバキ |
| 5月31日  | 旦那の居ない白昼! 主婦狙いレイプの約1/3は被害者の「自宅」で起きている!! Part.2 | DVD  | NASH-073   | なでしこ                 | 他出演: 五十嵐しのぶ 富樫由紀子 来生れい 後藤あずさ 沢村麻耶 高橋美緒 |
| 6月5日   | 完全主観 ディルド足コキ罵倒 2 | DVD  | NFDM-546   | フリーダム               | 他出演： 碧しの 向井藍 きみと歩実 星奈あい 高杉麻里 凛音とうか 葵百合香 さくらみゆき 春原未来 三島奈津子 茜はるか                                                                 |
| 6月5日   | 生まれて初めての金蹴り 6 | DVD  | NFDM-547   | フリーダム               | 他出演： 愛里るい 浜崎真緒 きみと歩実 高杉麻里 星奈あい 澁谷果歩 葵百合香 凛音とうか 舞島あかり 枢木あおい 吉川あいみ 名森さえ ましろ杏 夏樹まりな 三島奈津子 五十嵐星蘭 茜はるか |
| 8月13日  | 佐々木あき全16作品35本番コンプリートBEST | DVD  | MIZD-149   | MOODYZ                   | ※単体ベスト |
| 9月1日   | 最高の愛人佐々木あき 最高の中出しSEXスペシャル | DVD  | BMW-187    | ワンズファクトリー       | ※単体ベスト |
| 9月7日   | これで見納め!!マドンナ出演作品全収録―。佐々木あき メモリアルBEST 6枚組 24時間 | DVD  | JUSD-844   | マドンナ                 | ※単体ベスト |
| 12月25日 | 類まれに見るいい女 佐々木あき final | DVD  | NSPS-863   | ながえスタイル           | ※単体ベスト |

#### 2020年
| 発売日 | タイトル                                           | 規格 | 品番     | メーカー         | 備考       |
| ------ | -------------------------------------------------- | ---- | -------- | ---------------- | ---------- |
| 4月1日 | まるっと! 佐々木あき                               | DVD  | ZMAR-014 | プラネットプラス | 単体ベスト |
| 8月1日 | 最高級の美熟女 佐々木あき ベストコレクション 5時間 | DVD  | DKSB-066 | OFFICE K’S       | 単体ベスト |

#### 2021年
| 発売日 | タイトル                             | 規格 | 品番     | メーカー | 備考       |
| ------ | ------------------------------------ | ---- | -------- | -------- | ---------- |
| 3月1日 | Vだけでしか見られない 佐々木あきBEST | DVD  | VVVD-183 | V (ヴィ) | 単体ベスト |

### アダルトVR
- 見ただけで瞬間勃起な美女に咥えられてチ○ポ死亡（11月10日、CASANOVA）
- 究極美女の正体はオナニー好きの超スケベ（11月25日、CASANOVA）
- 佐々木あき アナル・オマ●コ丸見えオナニー（12月16日、KMPVR）
- 佐々木あきのリアルフェラ! VRだからこその衝撃映像!!（12月16日、KMPVR）
- 佐々木あき 生中出しSEX!! さらにパイパン! 人気女優と感動の体験!!（12月16日、KMPVR）

- 本物人妻 ラブラブ不倫中出し懇願SEX 旦那の代わりにナマ中出し 2（3月22日、SODクリエイト）
- 白金セレブ超高級人妻サロン3Pコース 人妻ならではの濃厚密着ベロキス淫乱手コキに我慢出来ずに連続3発出し!（3月22日、SODクリエイト）共演：榎本美咲
- 人妻むれむれパンスト足コキ亀頭責め男の潮吹き（3月22日、SODクリエイト）共演：前田可奈子、矢口弘美
- 酔ったママ友たちのパンチラ飲み姿がエロすぎる! 勃起してしまった僕に気づいて挑発誘惑見せつけオナニー（3月22日、SODクリエイト）共演：榎本美咲、前田可奈子、矢口弘美
- SOD本物人妻レーベル×SODVR 3D 最上級人妻美女たちと優しい囁き淫語と濃密焦らしチ○ポ責めハーレムSEXで暴発中出しスペシャル!（3月22日、SODクリエイト）共演：榎本美咲、前田可奈子、矢口弘美
- 僕のことを好きすぎる愛妻あきとのラブラブSEX（5月31日、ワープエンタテインメント）
- 強制ハーレム味くらべ（5月31日、ワープエンタテインメント）共演：川上ゆう
- レズ不倫の玩具にされちゃった僕（6月7日、ワープエンタテインメント）共演：川上ゆう
- MOODYZ VR 完全ノーカット真性中出し（6月13日、ムーディーズ）
- 美人若妻、ダンナのチ●ポに怒りのザーメン寸止め拷問!（6月14日、ワープエンタテインメント）
- グッドモーニング顔騎（6月21日、ワープエンタテインメント）
- 最愛の妻とシティホテルでムーディーな性交（6月28日、ワープエンタテインメント）
- 絶童（7月28日、CASANOVA）
- 射精コントロール! オナ指示痴女 vol.3（8月11日、CASANOVA）他出演：浜崎真緒
- 働く美女と性交 ver.VR（8月25日、ドリームチケット）
- 近所で噂の美人未亡人と中出しSEX!! 「落ち込んでるね…私を抱いて元気をだして」（9月13日、クリスタル映像）
- 私は痴女VR いきなり部屋に現れた電マ美女と中出しSEX!!（10月29日、クリスタル映像）
- ま●この匂いをリアルに感じる顔騎連続中出しSEX（11月17日、エロタイム）
- リアル性教育!!（12月19日、KMPVR）
- リアル体験談 義弟にハメられ堕ちた美人妻の生々しい告白（12月26日、ViVidVR）

- 超リアル連続中出しSEX（1月23日、エロタイム）
- やってみたかった! 妄想シリーズ VRで僕も開業! セクハラクリニック 今日はJ○健康診断（1月26日、ROCKET）共演：一色さゆり、夏樹まりな、瀬乃ひなた
- 佐々木あきと甘いラブイチャSEX 彼女が俺だけに見せる表情。（2月17日、ブイワンVR）
- 奇跡のW美魔女が男の精液ゼロになるまで搾り取る連続膣バキューム!（2月26日、ViVidVR）共演：瞳リョウ
- 回春中出しオイルエステ（3月24日、ブイワンVR）
- 嫁の寝てる間に…こっそりネトラレ不倫中出しSEX（4月6日、AVVR）共演：前田可奈子
- 花魁 人妻ヘルスで中出し本番されちゃった僕。（4月20日、AVVR）共演：前田可奈子
- 唾液ダラダラ 寸止め淫語性交（4月21日、ブイワンVR）
- 即尺・即ズボ 佐々木あきの超高級ソープ嬢 ～ローション中出しFUCK～（8月17日、AVVR）
- デカ尻マニアックスVR（11月9日、ワンズファクトリー）
- マ○コの中の音 超絶美人有名女優6名! 膣内のぐちょぐちょ音をバイノーラルで感じられる!（11月16日、SODクリエイト）他出演：美谷朱里、大槻ひびき、星奈あい、向井藍、神宮寺ナオ
- HQ超画質革命! 会社のみんなにはナイショだけど、実は部長の佐々木あきと同棲生活をしている新入社員の僕…今日も出社前に中出しSEX!!（12月14日、こあらVR）

- 性交クリニックへようこそ ～看護師が真面目に患者の性欲を処理する病院～（1月25日、SODクリエイト）共演：大槻ひびき、星奈あい、美谷朱里
- 学生時代の同級生2人に前から! 後から! ノリノリで痴女られる!! フロントでたっぷりチ○ポを責められながら、バックで羽交い締めにされバイノーラル淫語を囁かれる超ドS痴女たちのコンビネーションVR!!（4月12日、ワンズファクトリー）共演：波多野結衣
- 【Fitch肉感VR】下半身強化専門フィットネスに入会! デカ尻インストラクターの肉弾中出し騎乗位レッスン!（5月29日、Fitch）共演：大浦真奈美、黒宮えいみ
- センズリを指示する女達（8月29日、OFFICE K’S VR）他出演：水谷あおい、峰ゆり香

- デジタルリマスターで鮮明に蘇る! VRドチャシコ名作コレクション～佐々木あき（7月3日、CASANOVA）※単体ベスト

### イメージビデオ
| 発売日   | タイトル                                    | 規格品番 | 規格品番  | メーカー        | 備考   |
| 発売日   | タイトル                                    | DVD      | BD        | メーカー        | 備考   |
| 2015年   | 2015年                                      | 2015年   | 2015年    | 2015年          | 2015年 |
| -------- | ------------------------------------------- | -------- | --------- | --------------- | ------ |
| 12月3日  | Aki 麗しき人妻の甘い蜜                      | REBD-144 | REBDB-130 | REbecca         |        |
| 2016年   |                                             |          |           |                 |        |
| 11月3日  | Aki 2 熟れて、触れて、濡れて…               | REBD-197 | REBDB-183 | REbecca         |        |
| 2017年   |                                             |          |           |                 |        |
| 1月19日  | Aki 3 艶姿夢色模様                          | REBD-211 | REBDB-197 | REbecca         |        |
| 3月23日  | Luxury Romance 〜美しきオンナの裸体と不貞〜 | PRBY-041 | PRBYB-041 | Precious Beauty |        |
| 2018年   |                                             |          |           |                 |        |
| 10月11日 | Aki4 Trip lip                               | REBD-337 | REBDB-323 | REbecca         |        |

## 書籍・その他

### 写真集
- 儚月譚（2016年9月28日、双葉社、撮影：西田幸樹）ISBN 978-4575311761
- 媚熱（2018年9月19日、双葉社、撮影：冨貴塚宏樹）ISBN 978-4575313918

### ムック本
- いいなり（2016年08月25日、三和出版）ISBN 9784776915669
- いいなり ～卑猥な命令に濡れるオンナ～（2017年11月29日、三和出版）ISBN 9784776918059

### アダルトグッズ
- 佐々木あきのパンティー A 生写真付き（2018年6月27日、AV女優のパンティ）
- 艶美人妻 佐々木あきの淫汁 80ml（2018年7月17日、日暮里ギフト）
- AV ONA CUP ＃008 佐々木あき（2018年12月3日、日暮里ギフト）